# Virudhunagar
Virudhunagar est une ville indienne située dans le district de Virudhunagar dans l’État du Tamil Nadu. En 2011, sa population était de 72 296 habitants.

## Source de la traduction
- (en) Cet article est partiellement ou en totalité issu de l’article de Wikipédia en anglais intitulé « Virudhunagar » (voir la liste des auteurs).